# 茱莉亞·格溫
茱莉亞·隆雅·格溫（德語：Giulia Ronja Gwinn，1999年7月2日—）是德國職業女子足球運動員，司職後衛和中場，現效力女子德甲球隊拜仁慕尼黑，並擔任德國國家女子足球隊隊長。2024年，格溫參加巴黎奧運女子足球比賽，獲得一枚銅牌。
格温射门技术极佳，经常后插上参与进攻并得分，是一名优秀的进攻型后卫/中场。

## 榮譽
拜仁慕尼黑
- 德國女子甲級足球聯賽：2020–21、2022–23[5]、2023–24[6]

 德國U17
- 歐洲女子U-17足球錦標賽：2016

 德國
- 夏季奧運會女子足球比賽銅牌：2024[7]
- 歐洲女子足球錦標賽亞軍：2022[8]
- 歐洲女子國家聯賽季軍：2024[9]

個人
- 女子世界盃最佳青年球員（英语：FIFA Women's World Cup awards#Best Young Player Award）：2019
- 歐洲女子足球錦標賽最佳陣容：2022[10]

## 外部連結
- 茱莉亞·格溫 （页面存档备份，存于）在拜仁慕尼黑
- 茱莉亞·格溫 – FIFA國際賽競賽紀錄 (存檔)
- 茱莉亞·格溫－UEFA國際賽競賽紀錄
- 德国足球协会上的茱莉亞·格溫（支持德语版）
- Soccerway資料庫：茱莉亞·格溫